# 28ª edizione dei Satellite Awards
La cerimonia di premiazione della 28ª edizione dei Satellite Awards si è svolta a Los Angeles il 3 marzo 2024.
Le candidature sono state annunciate il 13 dicembre 2023.

## Vincitori e candidati
I vincitori sono indicati in grassetto, a seguire gli altri candidati in ordine alfabetico.

### Cinema

#### Miglior film drammatico
- Oppenheimer, regia di Christopher Nolan
- Ferrari, regia di Michael Mann
- Killers of the Flower Moon, regia di Martin Scorsese
- Maestro, regia di Bradley Cooper
- Past Lives, regia di Celine Song

#### Miglior film commedia o musicale
- The Holdovers - Lezioni di vita (The Holdovers), regia di Alexander Payne
- American Fiction, regia di Cord Jefferson
- Barbie, regia di Greta Gerwig
- Povere creature! (Poor Things), regia di Yorgos Lanthimos
- Dream Scenario - Hai mai sognato quest'uomo? (Dream Scenario), regia di Kristoffer Borgli
- Scrapper, regia di Charlotte Regan

#### Miglior attore in un film drammatico
- Cillian Murphy - Oppenheimer
- Bradley Cooper - Maestro
- Leonardo DiCaprio - Killers of the Flower Moon
- Colman Domingo - Rustin
- Franz Rogowski - Passages
- Andrew Scott - Estranei (All of Us Strangers)

#### Miglior attrice in un film drammatico
- Lily Gladstone - Killers of the Flower Moon
- Penélope Cruz - Ferrari
- Sandra Hüller - Anatomia di una caduta (Anatomie d'une chute)
- Greta Lee - Past Lives
- Carey Mulligan - Maestro
- Natalie Portman - May December

#### Miglior attore in un film commedia o musicale
- Paul Giamatti - The Holdovers - Lezioni di vita (The Holdovers)
- Nicolas Cage - Dream Scenario - Hai mai sognato quest'uomo? (Dream Scenario)
- Barry Keoghan - Saltburn
- Joaquin Phoenix - Beau ha paura (Beau Is Afraid)
- Jeffrey Wright - American Fiction

#### Miglior attrice in un film commedia o musicale
- Emma Stone - Povere creature! (Poor Things)
- Fantasia Barrino - Il colore viola (The Color Purple)
- Alma Pöysti - Foglie al vento (Kuolleet lehdet)
- Margot Robbie - Barbie
- Cailee Spaeny - Priscilla

#### Miglior attore non protagonista
- Mark Ruffalo - Povere creature! (Poor Things)
- Robert De Niro - Killers of the Flower Moon
- Robert Downey Jr. - Oppenheimer
- Ryan Gosling - Barbie
- Charles Melton - May December
- Dominic Sessa - The Holdovers - Lezioni di vita (The Holdovers)

#### Miglior attrice non protagonista
- Da'Vine Joy Randolph - The Holdovers - Lezioni di vita (The Holdovers)
- Juliette Binoche - Il gusto delle cose (La Passion de Dodin Bouffant)
- Emily Blunt - Oppenheimer
- America Ferrera - Barbie
- Julianne Moore - May December
- Rosamund Pike - Saltburn

#### Miglior regista
- Christopher Nolan - Oppenheimer
- Greta Gerwig - Barbie
- Jonathan Glazer - La zona d'interesse (The Zone of Interest)
- Yorgos Lanthimos - Povere creature! (Poor Things)
- Alexander Payne - The Holdovers - Lezioni di vita (The Holdovers)
- Martin Scorsese - Killers of the Flower Moon

#### Miglior film d'animazione o a tecnica mista
- Il ragazzo e l'airone (君たちはどう生きるか), regia di Hayao Miyazaki
- Elemental, regia di Peter Sohn
- Il mio amico robot, regia di Pablo Berger
- Spider-Man: Across the Spider-Verse, regia di Joaquim Dos Santos, Kemp Powers e Justin K. Thompson
- Suzume (すずめの戸締まり), regia di Makoto Shinkai
- Tartarughe Ninja - Caos mutante (Teenage Mutant Ninja Turtles: Mutant Mayhem), regia di Jeff Rowe

#### Miglior sceneggiatura non originale
- Cord Jefferson - American Fiction
- Christopher Nolan - Oppenheimer
- Tony McNamara - Povere creature! (Poor Things)
- Jonathan Glazer - La zona d'interesse (The Zone of Interest)
- Eric Roth e Martin Scorsese - Killers of the Flower Moon
- Andrew Haigh - Estranei (All of Us Strangers)

#### Miglior sceneggiatura originale
- Bradley Cooper e Josh Singer - Maestro
- Justine Triet e Arthur Harari - Anatomia di una caduta (Anatomie d'une chute)
- David Hemingson - The Holdovers - Lezioni di vita (The Holdovers)
- Samy Burch - May December
- Celine Song - Past Lives
- Greta Gerwig e Noah Baumbach - Barbie

#### Miglior documentario
- Bad Press, regia di Rebecca Landsberry-Baker e Joe Peeler
- 20 Days in Mariupol, regia di Mstyslav Černov
- American Symphony, regia di Matthew Heineman
- Close to Vermeer, regia di Suzanne Raes
- Lakota Nation vs. United States, regia di Jesse Short Bull e Laura Tomaselli
- Little Richard: I Am Everything, regia di Lisa Cortés
- Love to Love You, Donna Summer, regia di Roger Ross Williams e Brooklyn Sudano
- Stamped from the Beginning, regia di Roger Ross Williams

#### Miglior film straniero
- La zona d'interesse (The Zone of Interest), regia di Jonathan Glazer (Regno Unito)
- Anatomia di una caduta (Anatomie d'une chute), regia di Justine Triet
- Foglie al vento (Kuolleet lehdet), regia di Aki Kaurismäki
- Io capitano, regia di Matteo Garrone (Italia)
- La società della neve (La sociedad de la nieve), regia di Juan Antonio Bayona (Spagna)
- La sala professori (Das Lehrerzimmer), regia di İlker Çatak (Germania)
- Blaga's Lessons (Уроците на Блага), regia di Stephan Komandarev (Bulgaria)

#### Miglior fotografia
- Matthew Libatique - Maestro
- Hoyte van Hoytema - Oppenheimer
- Rodrigo Prieto - Killers of the Flower Moon
- Erik Messerschmidt - Ferrari
- Fraser Taggart - Mission: Impossible - Dead Reckoning - Parte uno (Mission: Impossible - Dead Reckoning Part One)
- Dariusz Wolski - Napoleon
- Linus Sandgren - Saltburn

#### Miglior montaggio
- Kevin Tent - The Holdovers - Lezioni di vita (The Holdovers)
- Nick Houy - Barbie
- Thelma Schoonmaker - Killers of the Flower Moon
- Michelle Tesoro - Maestro
- Jennifer Lame - Oppenheimer
- Giōrgos Mauropsaridīs - Povere creature! (Poor Things)

#### Migliori costumi
- Janty Yates e Dave Grossman - Napoleon
- Jacqueline Durran - Barbie
- Francine Jamison-Tanchuck - Il colore viola (The Color Purple)
- Jacqueline West - Killers of the Flower Moon
- Ellen Mirojnick - Oppenheimer
- Holly Waddington - Povere creature! (Poor Things)

#### Miglior scenografia
- Sarah Greenwood e Katie Spencer - Barbie
- Maria Djurkovic e Sophie Phillips - Ferrari
- Jack Fisk e Adam Willis - Killers of the Flower Moon
- Kevin Thompson e Rena DeAngelo - Maestro
- Arthur Max - Napoleon
- Ruth de Jong e Claire Kaufmann - Oppenheimer

#### Miglior colonna sonora
- Laura Karpman - American Fiction
- Robbie Robertson - Killers of the Flower Moon (postumo)
- Ludwig Göransson - Oppenheimer
- Jerskin Fendrix - Povere creature! (Poor Things)
- Michael Giacchino - La società della neve (La sociedad de la nieve)
- Daniel Pemberton - Spider-Man: Across the Spider-Verse

#### Miglior canzone originale
- What Was I Made For? (musiche e testo di Billie Eilish e Finneas O'Connell) - Barbie
- The Fire Inside (musiche e testo di Diane Warren) - Flamin' Hot
- I'm Just Ken (musiche e testo di Mark Ronson e Andrew Wyatt) - Barbie
- It Never Went Away (musiche e testo di Jon Batiste e Dan Wilson) - American Symphony
- Peaches (musiche e testo di Jack Black, Aaron Horvath, Michael Jelenic, Eric Osmond e John Spiker) - Super Mario Bros. - Il film (The Super Mario Bros. Movie)
- Road to Freedom (musiche e testo di Lenny Kravitz) - Rustin

#### Miglior sonoro
- Steven A. Morrow, Richard King, Jason Ruder, Tom Ozanich e Dean Zupancic - Maestro
- Tristan Baylis, Ryan Collison, Tom Paul, Matt Snedecor e William Tzouris - American Symphony
- Tony Lamberti, Andy Nelson, Lee Orloff e Bernard Weiser - Ferrari
- Tod A. Maitland, John Pritchett, Philip Stockton e Mark Ulano - Killers of the Flower Moon
- James Harrison, Paul Massey, William Miller, Oliver Tarney e Rachael Tate - Napoleon
- Willie Burton, Richard King, Gary A. Rizzo e Kevin O'Connell - Oppenheimer

#### Migliori effetti visivi
- Simone Coco, Neil Corbould, Jeff Sutherland e Alex Wuttke - Mission: Impossible - Dead Reckoning - Parte uno (Mission: Impossible - Dead Reckoning - Part One)
- Jay Cooper, Ian Comley, Andrew Roberts e Neil Corbould - The Creator
- Charley Henley, Luc Ewen, Martin Fenouillet, Simone Coco e Neil Corbould - Napoleon
- Dave Drzewiecki, Scott R. Fisher, Andrew Jackson e Giacomo Mineo - Oppenheimer
- Bret St. Clair, Pav Grochola, Alan Hawkins, and Michael Lasker - Spider-Man: Across the Spider-Verse
- Matt Aitken, Gary Brozenich, Ilya Churinov, Richard Little, Guillaume Murray, and J. D. Schwalm - Transformers - Il risveglio (Transformers: Rise of the Beasts)

### Premi speciali

#### Miglior cast cinematografico
- Oppenheimer

#### Miglior cast televisivo
- Succession